# GP Lille Métropole

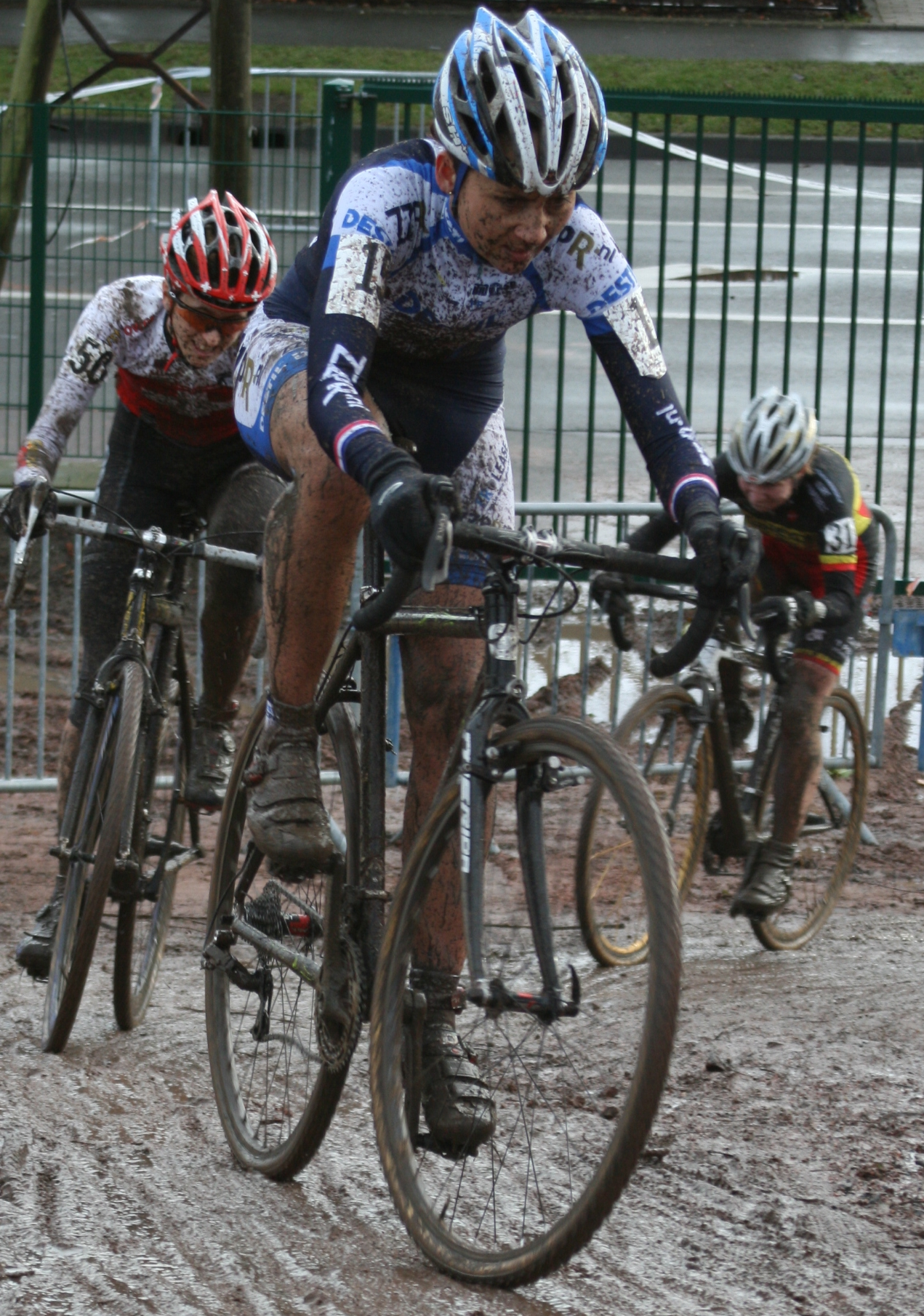
Szene vom Rennen der Frauen 2009

Der GP Lille Métropole war ein französisches Cyclocrossrennen, das von 2006 bis 2012 Bestand hatte.

## Geschichte
Der Wettbewerb fand von 2006 bis 2012 sechsmal in Roubaix statt, zumeist im Januar. Start und Ziel waren auf der Radrennbahn von Roubaix, auf der auch das Straßenrennen Paris–Roubaix endet, der übrige Parcours lag im angrenzenden Parc des Sports. Der Name bezieht sich auf den Gemeindeverband Lille Métropole, zu dem Roubaix gehörte.
2009 und 2010 bildete das Rennen Teil des Weltcups, wobei es dasjenige im nahegelegenen Liévin ersetzte. In den Saisons 2010/2011 sowie 2011/2012 fand es nicht statt. Im Dezember 2012 kam es zu einer dritten Weltcup-Ausgabe. Eine weitere war im UCI-Cyclocross-Weltcup 2014/15 geplant, wurde aber aus finanziellen Gründen abgesagt.
Rekordsieger ist der Belgier Erwin Vervecken mit drei Erfolgen bei sechs Ausgaben. Die Weltcup-Ausgaben hatten auch ein Rennen für Frauen, von denen Katherine Compton zwei gewann.

## Siegerliste

### Männer
- 2006:  Erwin Vervecken
- 2007:  Gerben de Knegt
- 2008:  Erwin Vervecken
- 2009:  Erwin Vervecken
- 2010 (Jan):  Zdeněk Štybar
- 2011: nicht ausgetragen
- 2012 (Dez):  Sven Nys

### Frauen
- 2009:  Katherine Compton
- 2010 (Jan):  Kateřina Nash
- 2011: nicht ausgetragen
- 2012 (Dez):  Katherine Compton